# Wegkapelle Ketterle

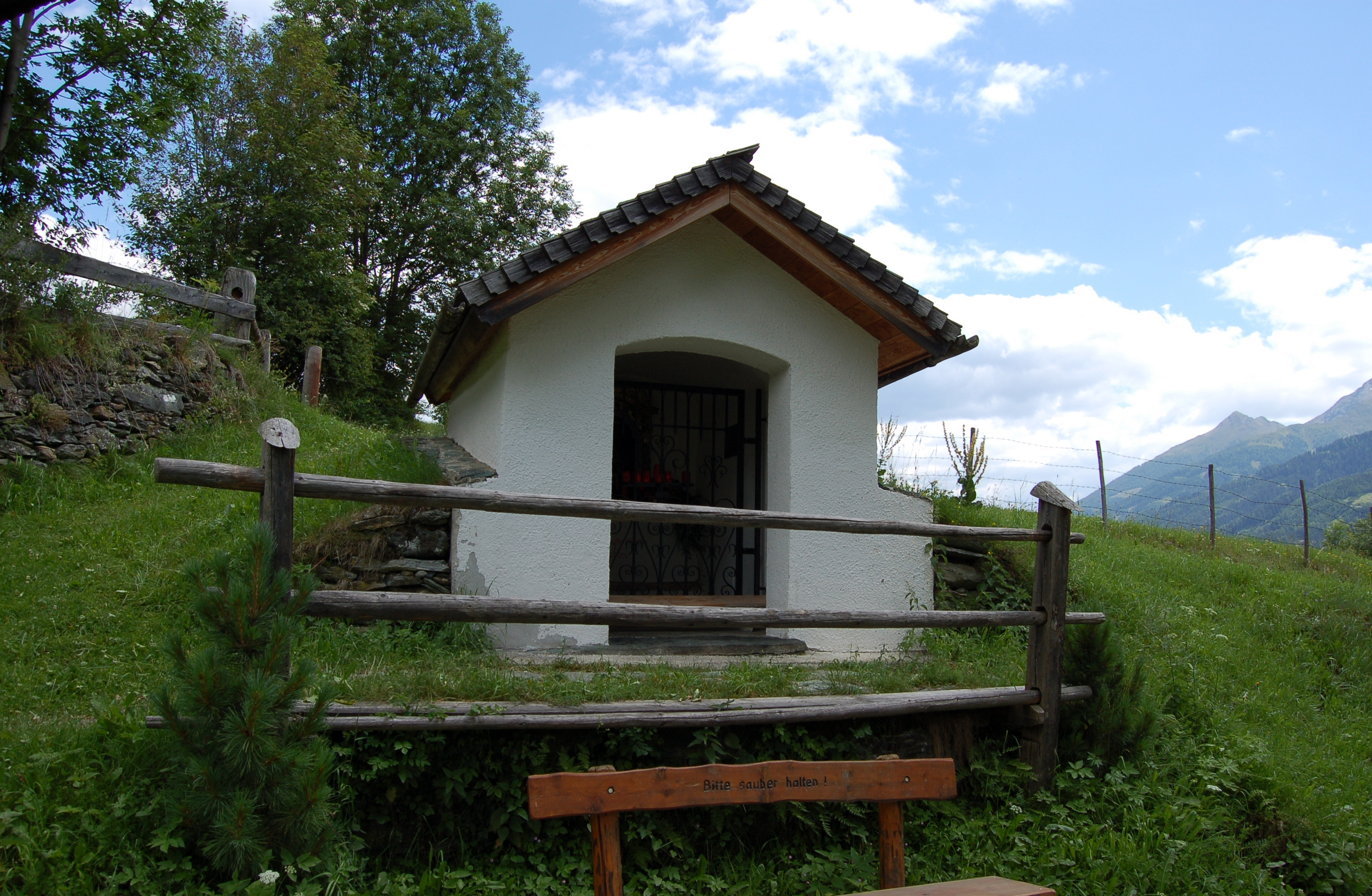
Außenansicht der Kapelle

Die Wegkapelle Ketterle (auch Kötterle-Bildstock) Kapelle in der Fraktion Obermauern in der Gemeinde Virgen (Osttirol). Die Kapelle befindet sich an einem Fußweg zwischen dem Hauptort Virgen und Obermauern, und ist denkmalgeschützt.

## Bauwerk
Die Wegkapelle Ketterle ist ein gemauerter Bildstock am Pilgerweg zwischen Obermauern und Virgen. Der über einem rechteckigen Grundriss teilweise in den Hang gesetzte Bau mit weißverputzten Außenwänden wird durch ein schindelgedecktes Satteldach geschützt. Die hohe und flachbogig geschlossene Altarnische wird von einem schlichten Schmiedeeisengitter umgeben.

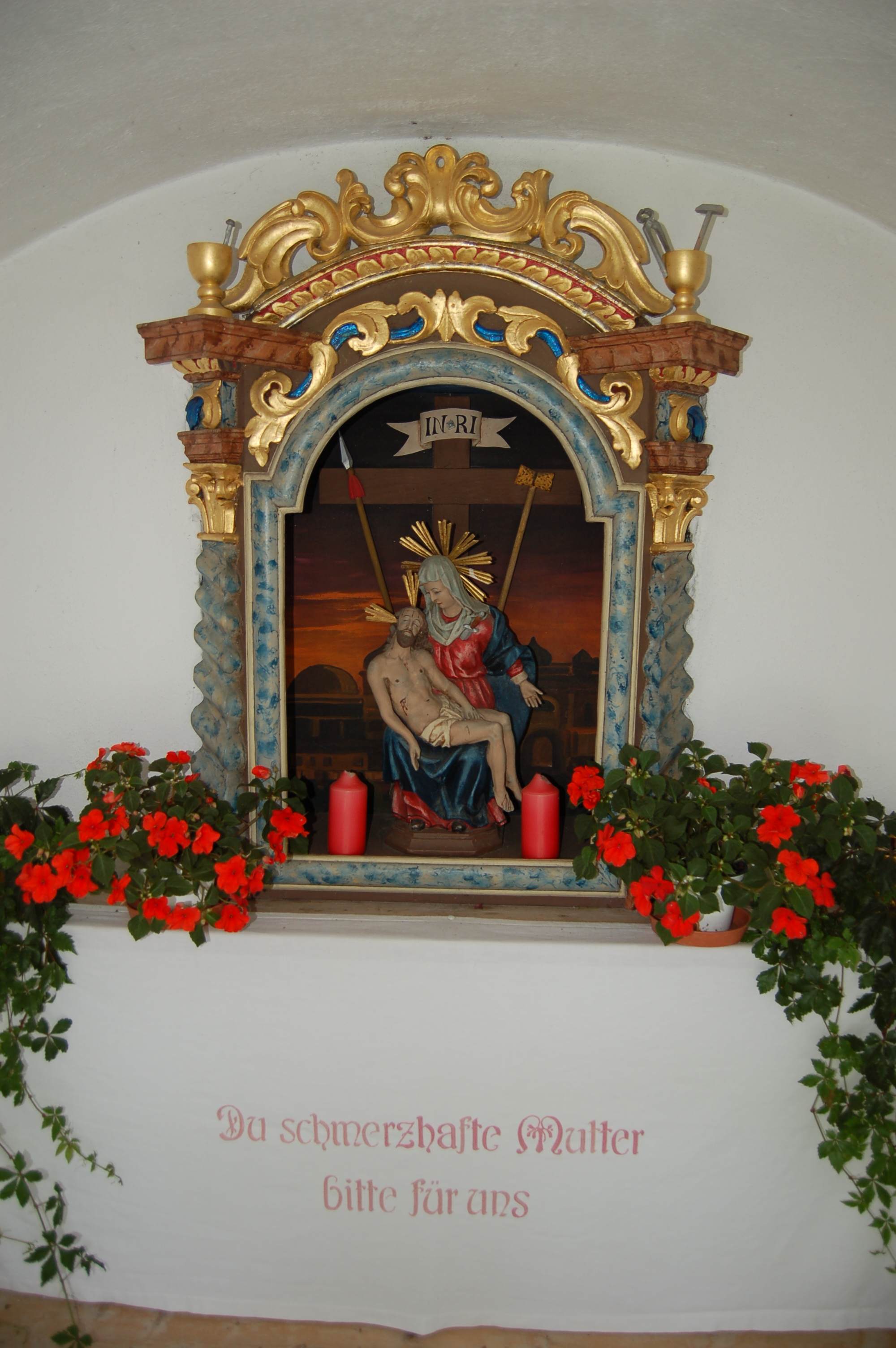
Altar

Im Inneren findet sich ein hölzernes Altärchen mit blaugrauer Marmorfassung und vergoldeten Ornamentteilen. Das Altarretabel stammt aus dem 18. Jahrhundert und besteht aus gedrehten Säulen und einem flachbogigen Giebelabschluss. Die hölzerne Pietà befindet sich vor einem gemalten Landschaftshintergrund. 
An der südlichen Längswand befindet sich eine Inschrift, die 1984 im Zuge der Restaurierung angebracht wurde: 

„RENOVIERT VON DER / SCHÜTZENKOMPANIE VIRGEN / UNTER MITWIRKUNG DER / BEVÖLKERUNG DURCH SPENDEN / ANLÄSSLICH DES 175. GEDENK-/JAHRES DER TIROLER FREIHEITS/KÄMPFE 1809 1984“